# In montagna sarò tua
In montagna sarò tua (Springtime in the Rockies) è un film del 1942 diretto da Irving Cummings.

## Trama
Dan e Vicky, cantanti-ballerini, sono in coppia sul palcoscenico e nella vita, ma lei sospetta di essere stata tradita e abbandona il partner per Victor, artista anche lui, con il quale va a mietere successi in Canada. Interviene l'impresario di Dan.